# Francisco Pereira Pinto
Francisco Pereira Pinto, primeiro e único barão de Ivinhema GCA (Rio de Janeiro, 23 de maio de 1817 – Rio de Janeiro, 7 de maio de 1911) foi um militar brasileiro, tendo alcançado a patente de vice-almirante.
Filho de José Pereira Pinto e de Maria Genoveva Souto Maior. Casou-se em primeiras núpcias quando ainda não tinha o título de barão, com Francisca Eulália Gavião e em segundas, já como Barão de Ivinhema, com Rita Jacques Pereira Pinto, viúva do Conselheiro e Marechal de Campo Francisco Félix da Fonseca Pereira Pinto.
Tendo-se formado na Academia da Marinha em 1834, cinco anos depois já comandaria um patacho como segundo-tenente, em força naval formada para debelar uma revolta em Laguna, Santa Catarina. Participou da esquadra que trouxe a futura imperatriz-consorte Teresa Cristina Maria de Bourbon. Durante a Guerra do Paraguai, participou da Batalha do Paiçandu. Exerceu diversos cargos administrativos da Marinha, como diretor da Escola da Marinha, diretor do Arsenal e ministro supremo do tribunal militar.
Moço fidalgo da Corte, recebeu os graus de grã-cruz da Imperial Ordem de São Bento de Avis e da Ordem de Avis, de comendador da Imperial Ordem de Cristo e da Ordem Imperial de Francisco José da Áustria, entre outras.
1. ↑  Rodrigues Silva, 4º Oficial de Registro Civil Pedro (1892). Registro de óbitos 1892 ed. Rio de Janeiro: República Federativa do Brasil. p. 159 e 159v